# Бхарат Мата

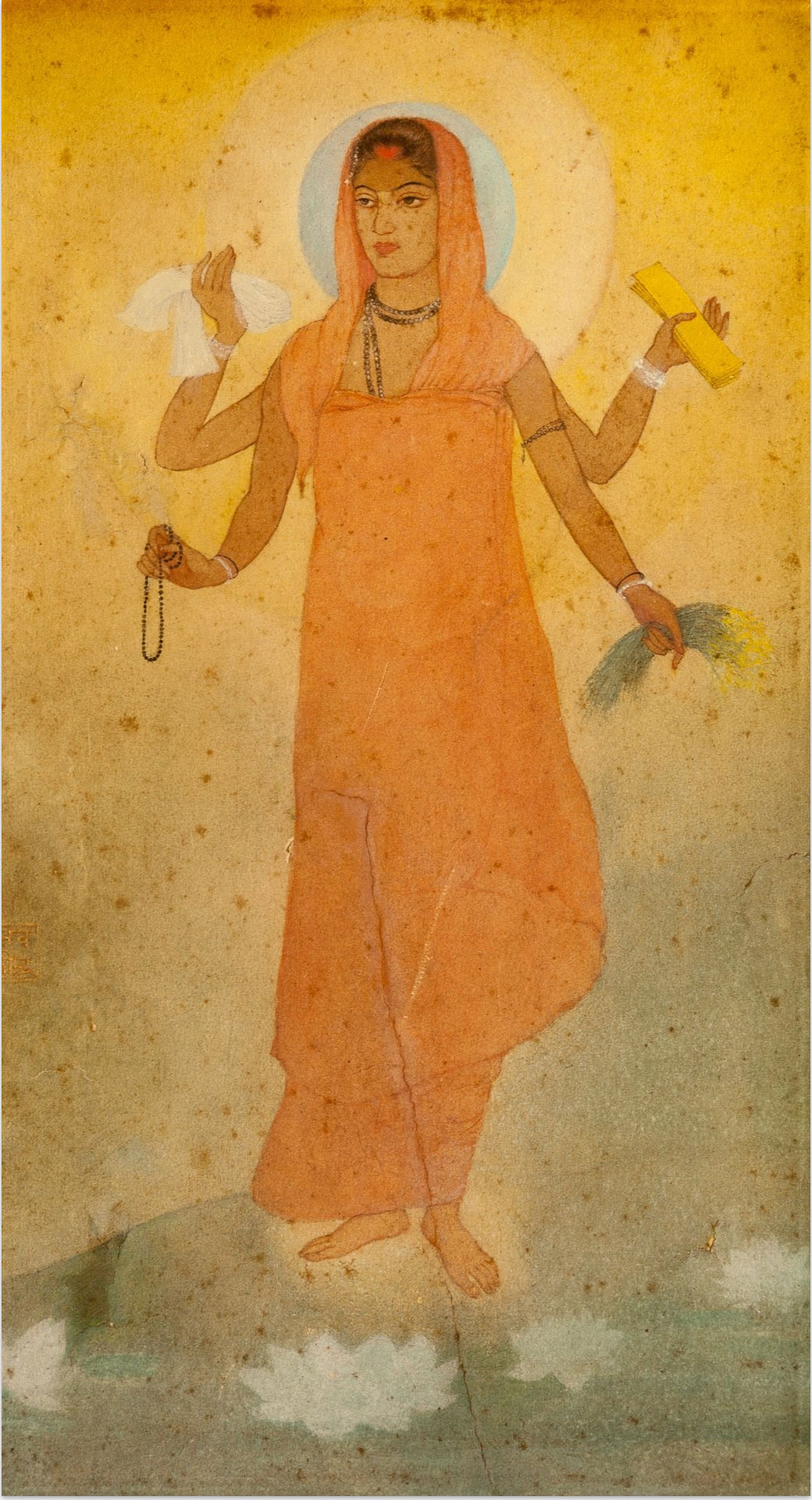
Одягнена у шафрановий одяг богиня Бхарат Мата, картина Абаніндраната Тагора

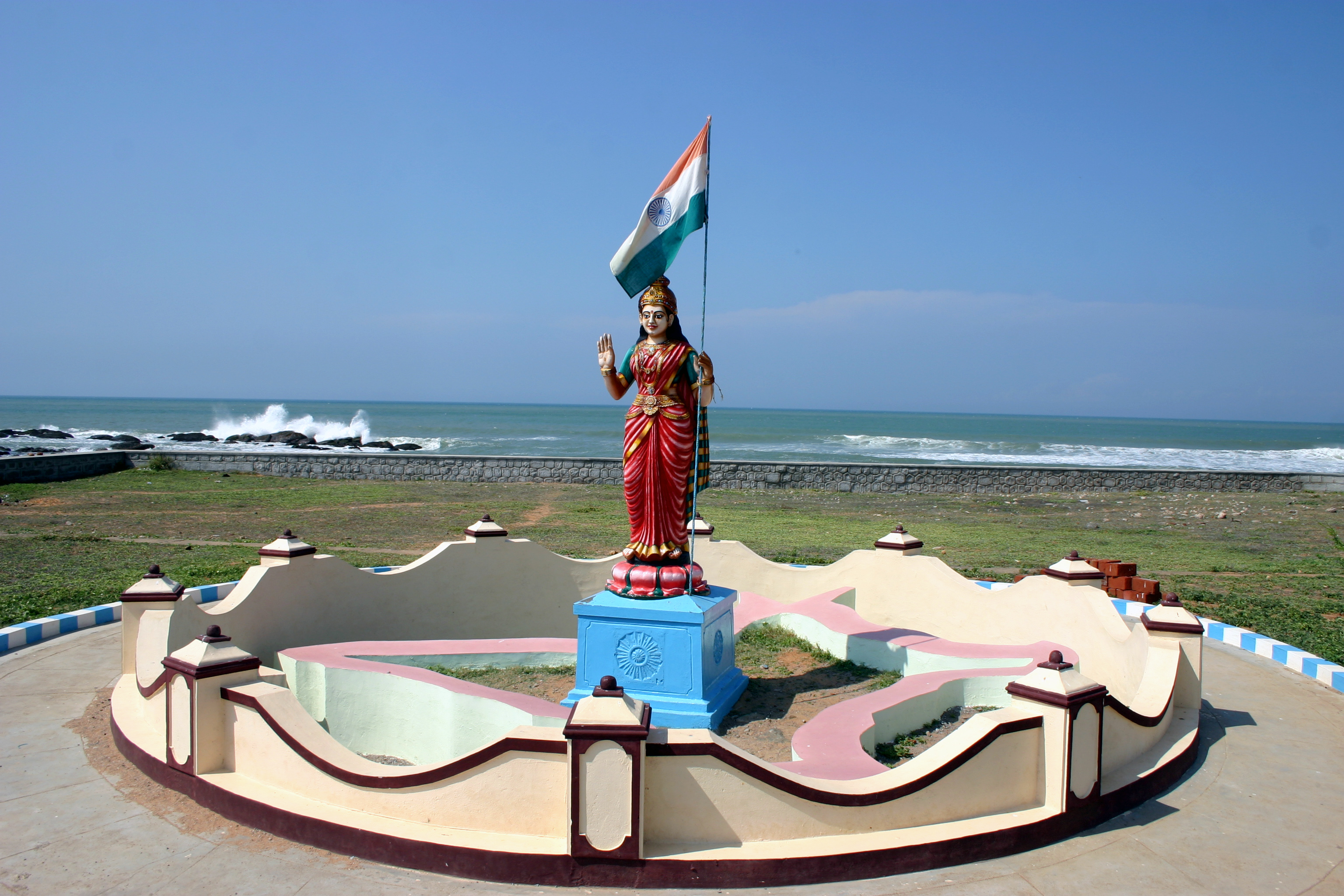
Статуя Бхарат Мата в Каньякумарі, Індія

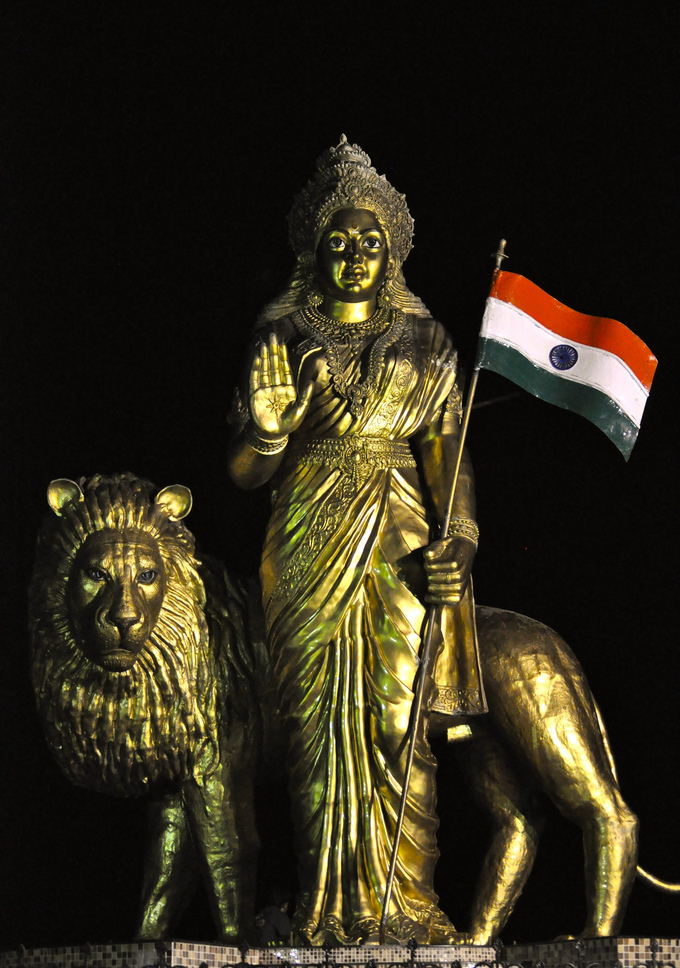
Статуя Бхарат Мата із левом, Янам, Індія

Бхарат Мата (гінді, від санскр. भारत माता, Bhārata Mātā IAST), Мати-Індія, або Bhāratāmbā IAST (від санскр. अंबा, ambā IAST  — мать)  — персоніфікація Індії у вигляді богині-матері. Зазвичай зображувалася у вигляді жінки, одягненої в помаранчеве або жовте сарі та яка тримає  прапор. Іноді її супроводжує лев. 

## Історія
Образ Бхарат Мата сформувався під час боротьби за незалежність Індії наприкінці XIX століття. У 1873 вперше поставлена п'єса Кірана Чандри Бандіопадхая «Бхарат Мата». Банкім Чандра Чаттопадхай в романі 1882 «Святе братство» представив поему «Ванді Матарам», яка незабаром стала піснею борців за свободу Індії. 
Абаніндранат Тагор зобразив Бхарат Мата у вигляді чотирирукої індуїстської богині в жовтих шатах, що стискає книгу, колосся рису, джапа-мала і білу тканину. 
У 1936 у Варанасі за проектом Шива Прашада Гупта побудований храм Бхарат Мати, в якому відбулася інавгурація Магатми Ганді.
Оскільки ідея Бхарат Мата з'явилася до поділу Індії, її сприймали як Арьяварту, батьківщину індуїзму, а не лише як образ Республіки Індія. У розумінні індуїстських націоналістів Бхарат Мата залишається символом єдиної Індії. 
У 1983 за проектом Вішва Хінду Паришад побудований храм Бхарат Мати в Харідварі.
Персоніфікація Індії в образі індуїстської богині значить, що індійці повинні боротися за свою країну не лише з патріотичних, а й з релігійних почуттів.